# Habitatge al carrer Sant Josep, 16 (Calella)
L'Habitatge al carrer Sant Josep, 16 és una obra de Calella (Maresme) protegida com a Bé Cultural d'Interès Local.

## Descripció
Casa en cantonada d'estil modernista amb planta baixa, pis i golfes. La coberta és dues aigües. Té un pati. Aquesta casa, a diferència de les cases en cantonada amb entrada pel costat menor, situa l'entrada centrada en la façana de menor llargada, centrant també l'escala a l'interior. Les façanes d'estil modernista, barregen elements de factura nord-europea com són els angles dentats de les finestres amb decoracions arrebossades als costats, la imitació de carreus en cantonada, així com la magnífica coberta en mansarda. A destacar en el portal d'entrada l'eixamplament cap endins del contorn amb els angles dentats, així com la columna salomònica d'obra vista del balconet angular.

## Història
El procés d'industrialització de Calella a partir dels darrers anys del segle xix i l'eufòria econòmica de les primeres dècades del XX van ser els condicionants de la gran vitalitat constructiva que canvià la fesomia urbana de Calella en el decurs d'aquells anys.
Aquesta casa era de Juan Pedemonte que tenia una fàbrica de gèneres de punt al carrer Ànimes entre Bruguera i Sant Antoni (Pedemonte Hermanos, després Textil Calellense). El seu pare Bonaventura Pedemonte, juntament amb el seu germà Juan varen iniciar el negoci familiar de la industria tèxtil.